# Ping Pong Show
Ping Pong Show förekommer inom den thailändska sexturismindustrin. Ping pong-shower förekommer på barerna i prostutitionsstråken i Thailand, bland annat i Bangkok, Pattaya och Phuket. Showen innebär att tjejerna använder sina vaginala muskler för att hålla, eller skjuta iväg föremål, som till exempel ping-pongbollar, från slidan.
Aktiviteten förekommer i filmerna Priscilla - öknens drottning (film) och Ali G In Da House samt Thats my boy.